# Chomutov (zámek)
Chomutovská radnice je složitý stavební komplex tvořený raně gotickým kostelem svaté Kateřiny a budovami bývalé komendy řádu německých rytířů a renesančního zámku v centru města Chomutova. Od roku 1963 je chráněn jako kulturní památka.

## Historie

### Komenda německých rytířů
Počátky komendy německých rytířů v Chomutově se vztahují k donaci Bedřicha z Chomutova, syna Načeradcova, z roku 1252. Tehdy daroval Bedřich Chomutov se vším příslušenstvím domu „Německým bratřím špitálu Panny Marie“. Přemysl Otakar II. byl velkým příznivcem německých rytířů, ale až za devět let potvrdil v Žatci (roku 1291) tento velkorysý odkaz. Němečtí rytíři brzy vybudovali z Chomutova svou nejvýznamnější državu v českých zemích a zdejší komenda se stalo později dokonce i sídlem zemského komtura. O město Chomutov se řád pečlivě staral a dal mu četné výsady. Majetek chomutovské komendy stále rostl. Například roku 1325 koupila od postoloprtských benediktinů řadu obcí a předtím roku 1281 získala komenda několik obcí od Chotěbora z Račic. Tím vzniklo na svou dobu velmi kompaktní a poměrně rozsáhlé panství, na němž měla komenda od roku 1381 koupený hrad Neustein, který později zanikl. V době svého vrcholu měla tedy chomutovská komenda v držení dva hrady a dalších 29 vesnic.

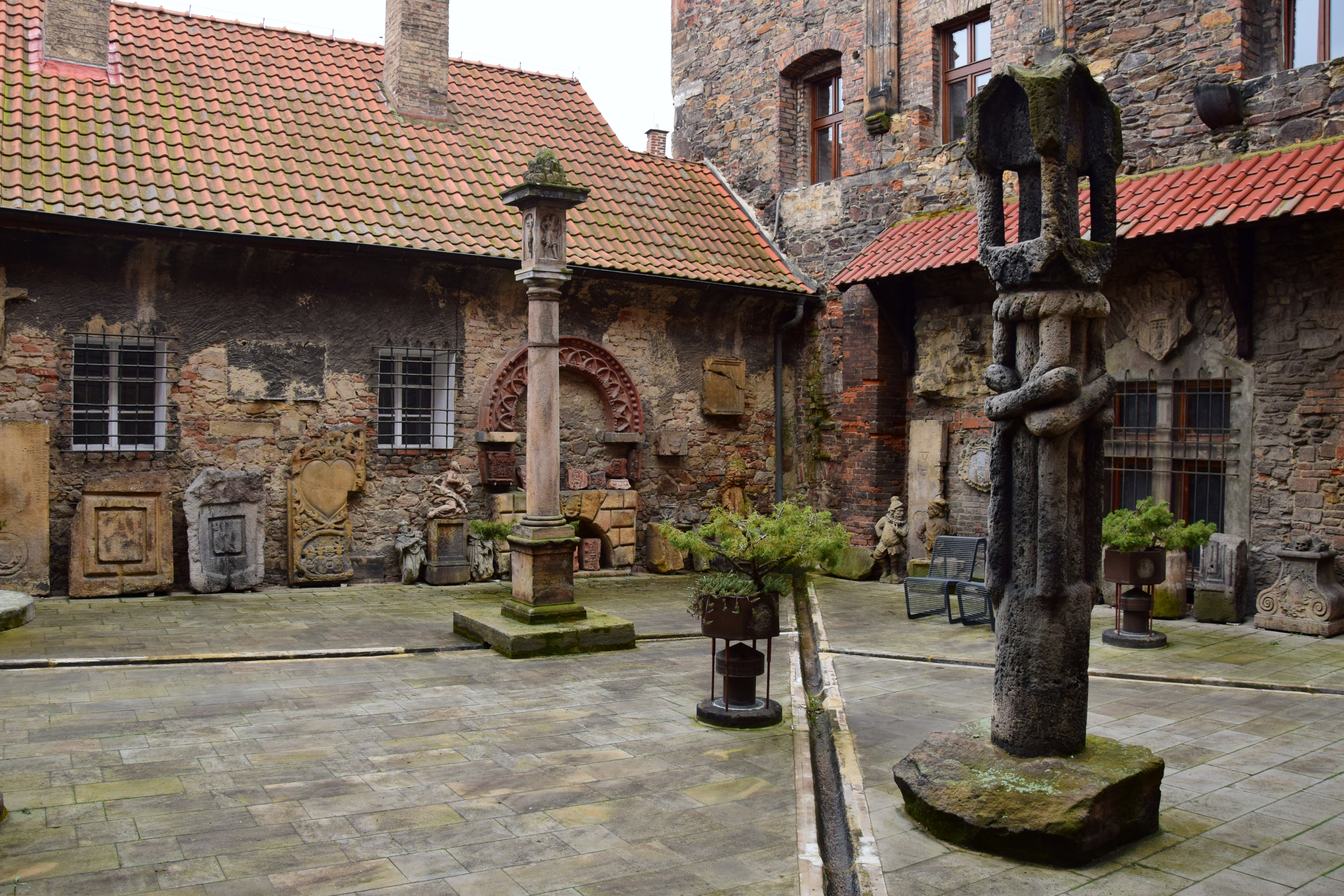
Tzv. Mnišský dvorek slouží jako lapidárium

Němečtí rytíři prováděli na tomto území od počátku rozsáhlou kolonizaci a povolávali sem z Říše německé obyvatelstvo. Tím se toto území postupně poněmčilo. Správa komendy byla vždy poměrně dobrá, takže Chomutov byl jedinou nezadluženou komendou, i když také zdejší rytíři žili rozmařile.
Na počátku 15. století se přiblížil konec řádového panství na Chomutovsku. Známá porážka řádu u Grunwaldu 15. července 1410 Poláky měla ohlas i v českých zemích. Využil jí král Václav IV. a v roce 1411 zabavil veškerý majetek řádu v Čechách s odůvodněním, že řád má zaplatit Polsku 100 000 grošů. Zabaveno bylo i zboží chomutovské komendy, které roku 1417 obdržel milec krále Václava IV. Štěpán Harnischmeister.
Z chomutovských komturů jsou známi: Johan Schauenfort (1318–1326), Bedřich ze Salzy (1332), Kunrát ze Cvikova (1355–1364), Jindřich (1368), Mikuláš (1376), Kartuš (1382), Mikuláš (1383), Klaus (1396), Jetřich ze Šumburka (1400), Klaus z Polznic (1403), Albrecht z Doupova (1404), Jan z Egerberka (1408), který byl pro nepořádný život sesazen, a v letech 1409–1411 Václav z Prahy.
Význam chomutovské komendy ještě stoupl, když se Chomutov stal roku 1335 sídlem zemského komtura. Ten bydlel nejprve v samostatném „provinčním domě“ a teprve od roku 1404 byla spojena hodnost zemského komtura s hodností komtura chomutovské komendy.

### Zámek

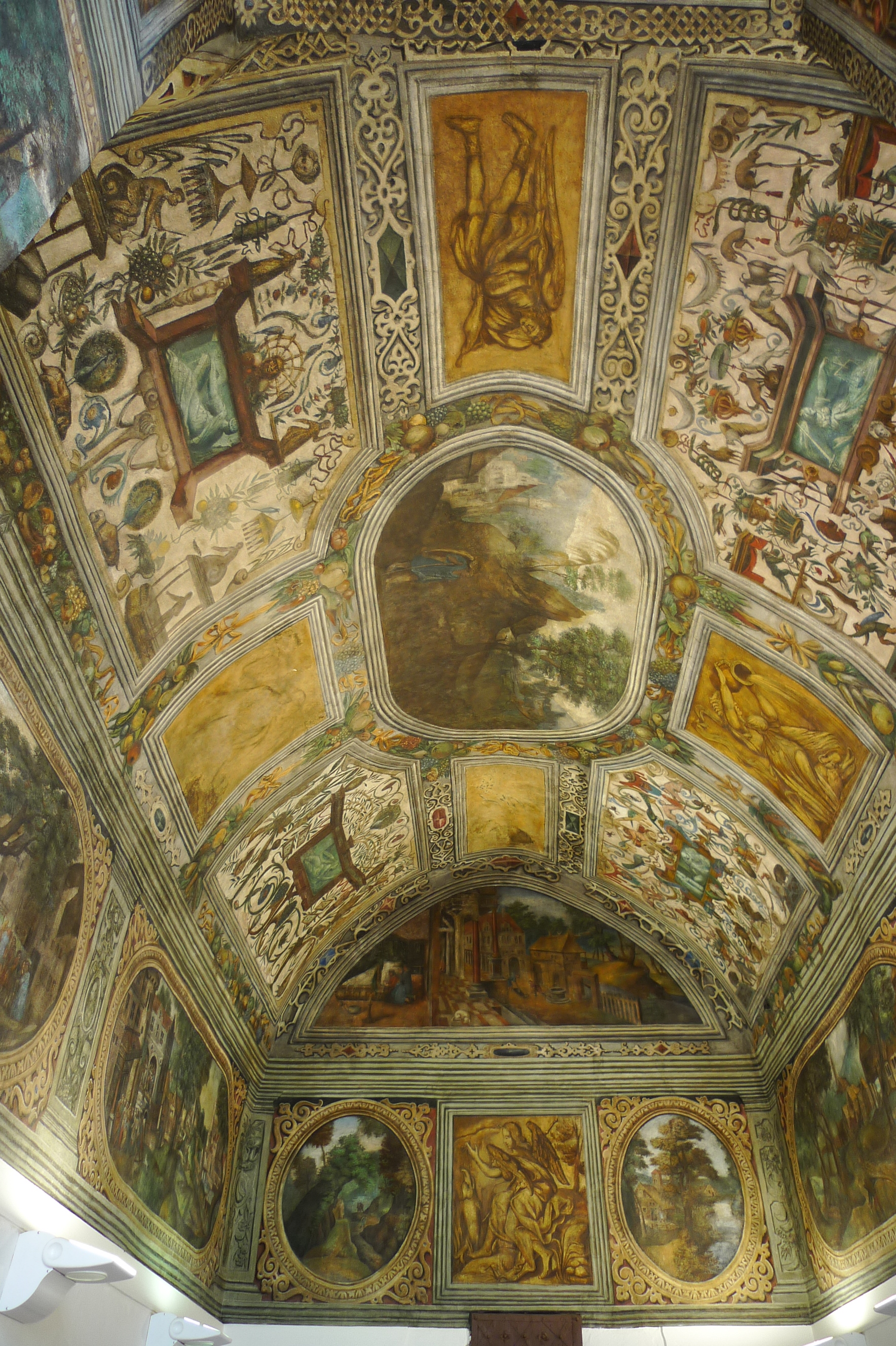
Renesanční malba v tzv. klenotnici

V dalších téměř osmdesáti letech se ve městě vystřídala řada zástavních držitelů, a z řádové komendy se stal hrad, který byl sídlem chomutovské vrchnosti. Při dobytí města husitských vojskem v roce 1421 byl poškozen, ale již následujícího roku ho pánové z Valdenburku nechali opravit. V roce 1488 získal Chomutov do dědičného držení Beneš z Veitmile († 1496), který začal s pozdně gotickou přestavbou vedenou chebským stavitelem Hansem Schafferem. V úpravách, tentokrát již v renesančním slohu, pokračoval také Benešův syn Šebestián z Veitmile († 1549). Nedokončený zámek v roce 1525 vyhořel, ale Šebestián brzy zahájil obnovu dokončenou okolo roku 1540.
V letech 1560–1571 Chomutov patřil arcivévodovi Ferdinandu Tyrolskému, od kterého jej získal Bohuslav Felix Hasištejnský z Lobkovic. Po jeho smrti jej zdědil syn Bohuslav Jáchym Hasištejnský z Lobkovic, který na zámku provedl menší úpravy a v roce 1588 jej vyměnil se svým příbuzným Jiřím Popelem z Lobkovic, který v započatých úpravách pokračoval. V roce 1594 byl odsouzen ke ztrátě majetku a doživotnímu vězení. Chomutov byl poté spravován královskou komorou. Roku 1598 město vyhořelo a těžce poškozen byl také zámek. Při požáru shořelo přibližně sedmdesát svazků lobkovické knihovny, ale 443 knih bylo v blíže nejasné době převezeno (před požárem či po něm) do Roudnice nad Labem, protože obsah knihovny získal, navzdory konfiskaci majetku Jiřího Popela, jeho příbuzný Zdeněk Vojtěch Popel z Lobkovic. Když v roce 1605 císař Rudolf II. městu povolil vykoupení se z poddanství, přestal být zámek panským sídlem, ale po opravě začal sloužit jako radnice.
V roce 1782 byl Josefem II. zrušen kostel svaté Kateřiny a město ho upravilo na sýpku. Roku 1846 bylo zbořeno poškozené severozápadní křídlo s bohatě zdobeným renesančním portálem a znovu postaveno bylo až v roce 1899.

## Stavební podoba

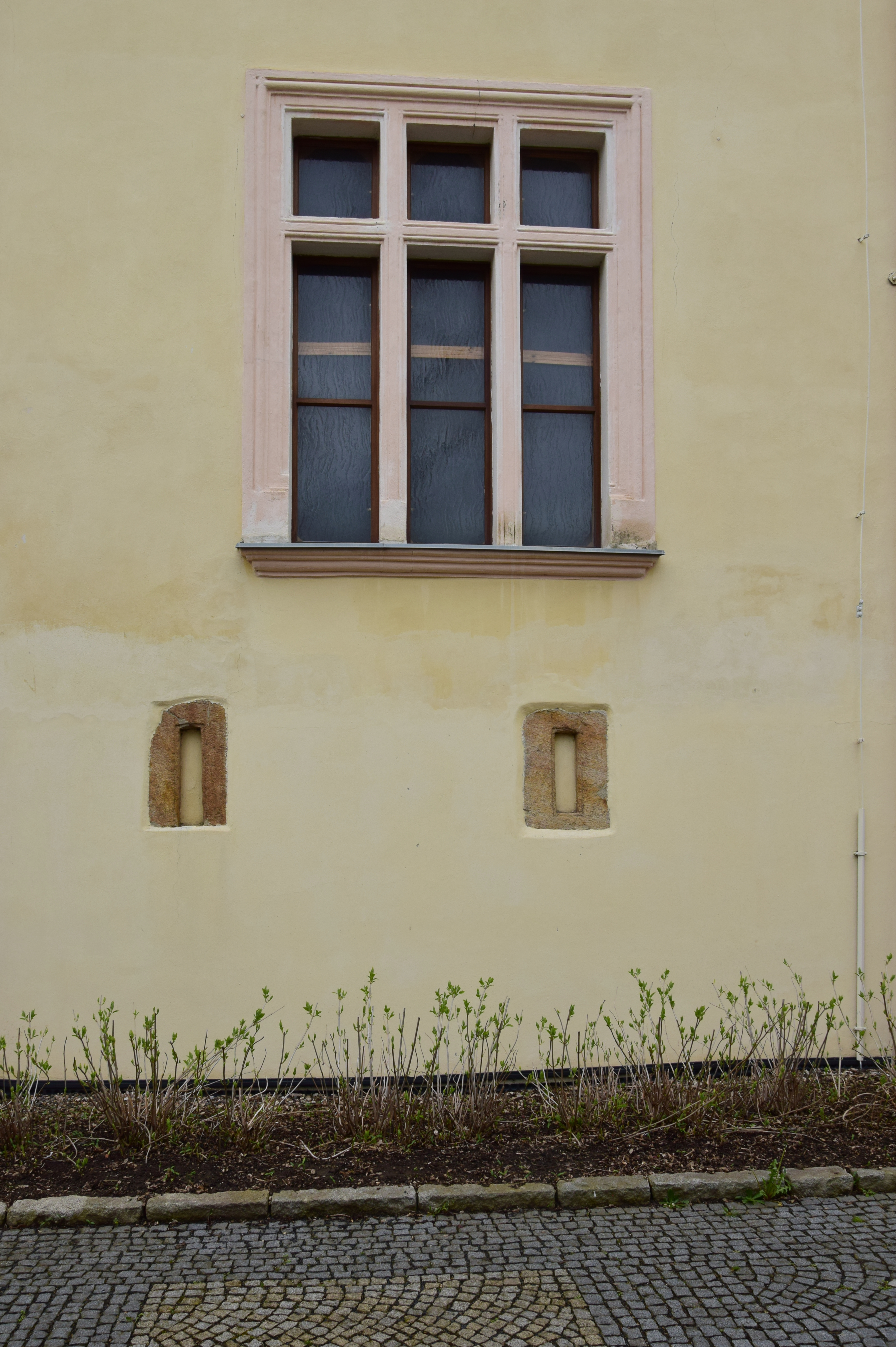
Okna v západním křídle zámku

Nejstarší částí komendy je kostel svaté Kateřiny, ke kterému němečtí rytíři přistavěli polygonální presbytář dokončený v osmdesátých letech 13. století. Na západní straně se ke kostelu příčně připojila budova vlastní komendy s půdorysem o rozměrech 43 × 13 m. V její severní zdi se zachovalo zazděné hrotité kružbové okno a také několik čtverhranných střílnovitých okének v přízemí. Jejich umístění vyvrací hypotézy o raně gotickém původu kleneb ve sklepení. V novověké části radnice jižně od příčné lodi kostela se nachází zbytky masivního gotického zdiva ze 13. století, které jsou považovány za pozůstatek tzv. Malého domu, kde měl sídlit komtur. V západním nároží hospodářské části byla na přelomu 14. a 15. století postavena obdélná věž. Po husitských válkách byla zmenšena a po požáru v roce 1525, kdy bylo hospodářské zázemí hradu rozparcelováno, na jejím místě vznikla nová Horní brána. Během pozdněgotické přestavby se zmenšil kostel, protože jeho loď byla rozdělena do dvou místností. K její severní straně byla připojena přístavba se dvěma dochovanými klíčovými střílnami. Ve stejné době bylo zřejmě zrušeno opevnění směrem k městu.
Během opravy po požáru z roku 1525 nechal Šebestián z Veitmile postavit severozápadní křídlo s renesanční portálem zdobeným mimo jiné erby Veitmilů a Glaců ze Starého Dvora. Sály v původní komendě získaly nové klenby. Jiří Popel z Lobkovic navíc zvýšil severní stranu o druhé patro a vysokou mansardu.